# Tipula (Schummelia) cramptoniana
Tipula (Schummelia) cramptoniana is een tweevleugelige uit de familie langpootmuggen (Tipulidae). De soort komt voor in het Oriëntaals gebied.